# Albert Uderzo
Alberto Aleandro Uderzo, més conegut com a Albert Uderzo, (Fismes, 25 d'abril de 1927 - Neuilly-sur-Seine, 24 de març de 2020) fou un autor de còmics francès. Dins el seu treball, destaca sobretot Astèrix, còmic creat l'any 1959, que va dur a terme juntament amb el guionista René Goscinny.

## Biografia
Uderzo va néixer a un poble anomenat Fismes situat al Gran Est de l'estat francès, fill d'immigrants italians. Tot i disposar d'un gran talent artístic per al dibuix des de ben petit, el seu desig infantil havia estat esdevenir mecànic d'avions. Va néixer daltònic.
Durant la Segona Guerra Mundial va emigrar cap a Bretanya, on es va dedicar a treballar en una fàbrica de mobles amb el seu pare.
Després de la guerra, se'n va anar a París i va iniciar la seva carrera com a dibuixant, creant personatges com Flamberge i Copinard, o Belloy i Arys Buck (1947-1948). L'any 1950 va dibuixar uns quants episodis del personatge britànic Capità Marvel Jr., per a la revista Bravo! Anys més tard, el 1951, va conèixer René Goscinny, i van decidir col·laborar junts l'any 1952 per a una empresa belga, la World Press, amb la qual van editar les històries de Jehan Pistolet.
Entre els anys 1958 i 1962, van crear diverses sèries, com la Oumpah-Pah. L'any 1959, també van crear una nova revista, la Pilote, dirigida a un públic jovencell. Va ser aquí on va néixer la primera aventura d'Astèrix, encara com una sèrie dins revista i on va començar a assolir el seu èxit. En el moment de decidir on s'ubicaria el poble d'Astèrix, Uderzo no va dubtar a proposar de seguida Bretanya.
L'any 1961 es va publicar el primer àlbum autònom d'Astèrix, titulat Astèrix, el gal. Va ser l'any 1967 quan, veient l'èxit que havia despertat les aventures d'aquell personatge, van decidir dedicar-se exclusivament a aquest treball, aconseguint així un ritme de publicació de fins a dos volums per any.
Després de la mort de Goscinny, l'any 1977, Uderzo va decidir fer-se càrrec també del guió.
El 2013, després d'un fort dolor a la mà, que li impedia dibuixar, va lliurar a Didier Conrad per al dibuix i a Jean-Yves Ferri per al guió d'Astèrix, del que van publicar quatre àlbums més. Uderzo va supervisar el disseny dels àlbums i va declarar que la sèrie s'aturaria després de la seva mort.
Va morir per una crisi cardíaca, dormint al seu domicili, a Neuilly, el 24 de març de 2020.

## Família
Uderzo es va casar amb Ada Milani el 1953 i van tenir una filla, Sylvie Uderzo (n. 1956).
Després que Uderzo acomiadés Sylvie i el seu marit el 2007 com a administradors de la seva propietat i acceptessin vendre la seva part d'Editions Albert René a Hachette Livre, Sylvie l'acusava en una columna a Le Monde, que aquesta venda a una corporació era «com si les portes del poble gal s'haguessin obert a l'Imperi Romà». Uderzo havia afirmat anteriorment en entrevistes que Astérix acabaria amb la seva mort; tanmateix, els termes de la venda a Hachette permetien a l'empresa continuar produint títols d'Astèrix indefinidament amb la participació d'Uderzo o sense. Uderzo el 2013 va demandar la seva filla i el seu gendre per «violència psicològica». Sylvie va respondre amb una demanda que reclamava que persones sense nom havien abusat de la «fragilitat» del seu pare. El seu cas va ser llançat als tribunals el 2014 i els dos van arribar a un acord amistós.
Sylvie és propietària del 40% d'Editions Albert René, mentre que el 60% restant, anteriorment propietat d'Uderzo i de la filla de Goscinny, actualment és propietat d'Hachette Livre.
El germà petit d'Uderzo, Marcel, també és dibuixant. Va ocupar-se, sense ser acreditat, de l'entintat, la retolació i el color dels àlbums d'Astèrix apareguts als períodes 1965-1972 i 1974-1979: des d'Astèrix i Cleopatra fins a Els llorers del César, i després des de La gran travessia fins a Astèrix a Bèlgica. Marcel Uderzo va ser l'únic responsable de la paròdia del famós quadre La boda camperola de Pieter Brueghel el Vell, aparegut al final d'Astèrix a Bélgica (1979). Després va començar a treballar en els seus propis projectes.

## Premis i reconeixements
L'any 1985, Uderzo va rebre la Legió d'Honor.
El 2005 va ser inclòs al Saló de la Fama del Premi Will Eisner.
El 2007, va rebre l'Orde del Lleó Neerlandès.
Segons l'Index Translationum de la UNESCO, Uderzo és el desè autor en llengua francesa més vegades traduït (René Goscinny és al quart lloc) i el tercer autor de còmics en francès més traduït darrere de Goscinny i Hergé.